# Redford (Nova York)
Redford és una concentració de població designada pel cens dels Estats Units a l'estat de Nova York. Segons el cens del 2000 tenia 512 habitants.

## Demografia
Segons el cens del 2000, Redford tenia 512 habitants, 178 habitatges, i 137 famílies. La densitat de població era de 144,3 habitants per km².
Dels 178 habitatges en un 37,6% hi vivien nens de menys de 18 anys, en un 64% hi vivien parelles casades, en un 9% dones solteres, i en un 22,5% no eren unitats familiars. En el 16,9% dels habitatges hi vivien persones soles el 7,9% de les quals corresponia a persones de 65 anys o més que vivien soles. El nombre mitjà de persones vivint en cada habitatge era de 2,88 i el nombre mitjà de persones que vivien en cada família era de 3,27.
Per edats la població es repartia de la següent manera: un 29,3% tenia menys de 18 anys, un 8% entre 18 i 24, un 33,4% entre 25 i 44, un 20,3% de 45 a 60 i un 9% 65 anys o més.
L'edat mediana era de 34 anys. Per cada 100 dones de 18 o més anys hi havia 92,6 homes.
La renda mediana per habitatge era de 47.813 $ i la renda mediana per família de 59.408 $. Els homes tenien una renda mediana de 37.875 $ mentre que les dones 26.250 $. La renda per capita de la població era de 20.117 $. Cap de les famílies i el 2,7% de la població estaven per davall del llindar de pobresa.